# Proteus (jeu)
Pour les articles homonymes, voir Proteus.
Proteus est une variante du jeu d'échecs inventée par Francis K Lalumiere et est distribué par la compagnie Steve Jackson Games.  Il est publié pour la première fois en 2001. 

## Description
Chaque joueur possède huit dés à six faces, sur lesquels on peut voir les symboles du pion, fou, cavalier, tour, reine et enfin la pyramide.

## Les règles du jeu
Chaque joueur place ses huit dés sur son côté de l'échiquier.

Ensuite chaque joueur bouge un de ses dés selon le mouvement de la pièce représentée sur ce dé, puis fait tourner un autre de ses dés d'un cran selon l'ordre qui suit :

pion » fou » cavalier » tour » reine » pyramide » reine » tour » cavalier » fou » pion.
Il n'y a pas de roi sur les dés, il est remplacé par la pyramide qui ne peut être prise mais qui ne peut bouger.
La reine est moins puissante qu'au Jeu d'échecs, car dans ce jeu elle peut être poignardée dans le dos (traduction de backstabbing), dès qu'un pion adverse se retrouve derrière la reine (on prend la position des joueurs comme référence pour déterminer le dos de la reine), celle-ci est capturée.
Le jeu s'arrête quand un des deux joueurs ne peut plus bouger ou un des deux joueurs n'a plus qu'une pièce.
La victoire s'obtient par un décompte des points selon le barème suivant :
- pion : 2 points
- fou : 3 points
- cavalier : 4 points
- tour : 5 points
- reine : 6 points
- pyramide : ne peut être prise